# Едит Буксбаум
Едит Буксбаум (на немски: Edith Buxbaum) е австро-американски психоаналитик.

## Биография
Родена е на 20 април 1902 година във Виена, Австро-Унгария, в семейството на Жанет Сайдлер Буксбаум (1879 – 1962) и Самуел Буксбаум (1866 – 1934). Един от братовчедите ѝ е Бруно Бетелхайм, който по-късно също става психолог.
Още на 14 години Буксбаум чете книгата на Зигмунд Фройд „Тълкуване на сънищата“. Завършва Виенския университет и започва да преподава история на гимназиите във Виена. Впоследствие започва да изучава психоанализа с Ана Фройд, а после става член на първия ѝ семинар по детска анализа, започнал през 1927 г.
След като нацистите идват на власт, Буксбаум, която е еврейка, решава да напусне Виена и заминава за Ню Йорк. След аншлуса тя успява да вземе при себе си майка си и бъдещия си съпруг Фриц Шмидъл (1897 – 1969).
Тя работи като психоаналитик в Манхатън в продължение на 10 години. Преподава и в Нюйоркското психоаналитично общество и в Новата школа за социални изследвания. В САЩ Буксбаум има известни конфликти със свои колеги като Берта Борнщайн и Мари Бриел.
Заедно със съпруга си заминава за Сиатъл през 1947 г. Там тя не успява да продължи практиката си поради липсата на медицинска степен. Впоследствие спомага за изграждането на Сиатълския психоаналитичен институт и става глава на Сиатълския институт за детска анализа и клиничен професор по психиатрия.
Умира на 14 юли 1982 година в Сиатъл на 80-годишна възраст.